# Попов, Борис Александрович
Бори́с Алекса́ндрович Попо́в (12 июня 1917, Петроград — 23 апреля 1997) — советский государственный и политический деятель, председатель Ленинградского областного промышленного исполнительного комитета (1963—1964); ректор Военно-механического института (1971—1977).

## Биография
Родился в семье рабочего. В 1935 году окончил среднюю школу, в 1941 году — Ленинградский политехнический институт имени М. И. Калинина (электромеханический факультет).
С 1940 года работал главным энергетиком завода № 451; в 1941 году с заводом эвакуирован в Уфу, где работал старшим инженером цеха завода № 26 Министерства авиационной промышленности СССР. В 1944 году вступил в ВКП(б). В 1945—1947 годы — заместитель заведующего промышленным отделом Черниковского горкома ВКП(б).
С 1947 года — на партийной работе в Ленинграде: секретарь партбюро завода имени Егорова, с 1950 года — секретарь Московского райкома ВКП(б). С 1950 года работал в Ленинградском горкоме партии: заместитель заведующего отделом парторганов, затем — заведующий отделом тяжёлой промышленности, с 1951 — заведующий отделом партийных, профсоюзных и комсомольских органов, с 1957 — секретарь горкома.
С 1961 — секретарь, с 3 мая 1962 по январь 1963 года — 2-й секретарь Ленинградского обкома КПСС. С января 1963 по декабрь 1964 года — председатель Исполнительного комитета Ленинградского промышленного областного Совета. Особое внимание уделял развитию промышленности Киришей, Кингисеппа, Тихвина, Пикалёва, Волхова.
В 1965—1971 годы — председатель Ленинградского областного Совета профсоюзов.
В 1971—1977 годы — ректор Военно-механического института. За этот период было начато сотрудничество с Машиностроительным заводом им. В. И. Ленина, при институте были образованы:
- экспериментально-опытный завод и типография для выпуска учебно-методической литературы
- Бишкекский филиал кафедры «Импульсные устройства и автоматические роторные линии»
- целевая лаборатория и подготовительное отделение[1].

С 1977 года работал в ОНИЛ — АСУ института научным руководителем, с 1981 до конца жизни — старшим научным сотрудником там же. В 1970 году защитил кандидатскую, в 1980 — докторскую диссертацию.
Был избран депутатом Верховного Совета РСФСР 6-го (1963—1967, от Ленинградской области) и 7-го (1967—1971, от Ленинграда) созывов.

## Награды
- три ордена Трудового Красного Знамени[1]
- медали
- Почётное звание «Ветеран БГТУ» (1996)[1][6].